# Лутоаса (Ковасна)
Лутоаса (рум. Lutoasa) насеље је у Румунији у округу Ковасна у општини Мерени. Oпштина се налази на надморској висини од 617 m.

## Становништво
Према подацима из 2002. године у насељу је живело 462 становника.

### Попис2002.
| Расподела становништва по националности 2002.‍ | Расподела становништва по националности 2002.‍ | Расподела становништва по националности 2002.‍ | Расподела становништва по националности 2002.‍ | Расподела становништва по националности 2002.‍ |
| --------------------------------------------- | --------------------------------------------- | --------------------------------------------- | --------------------------------------------- | --------------------------------------------- |
|                                               |                                               |                                               |                                               |                                               |
| Мађари                                        | Мађари                                        |                                               | 461                                           | 100,0%                                        |